# Martírio (arquitetura)

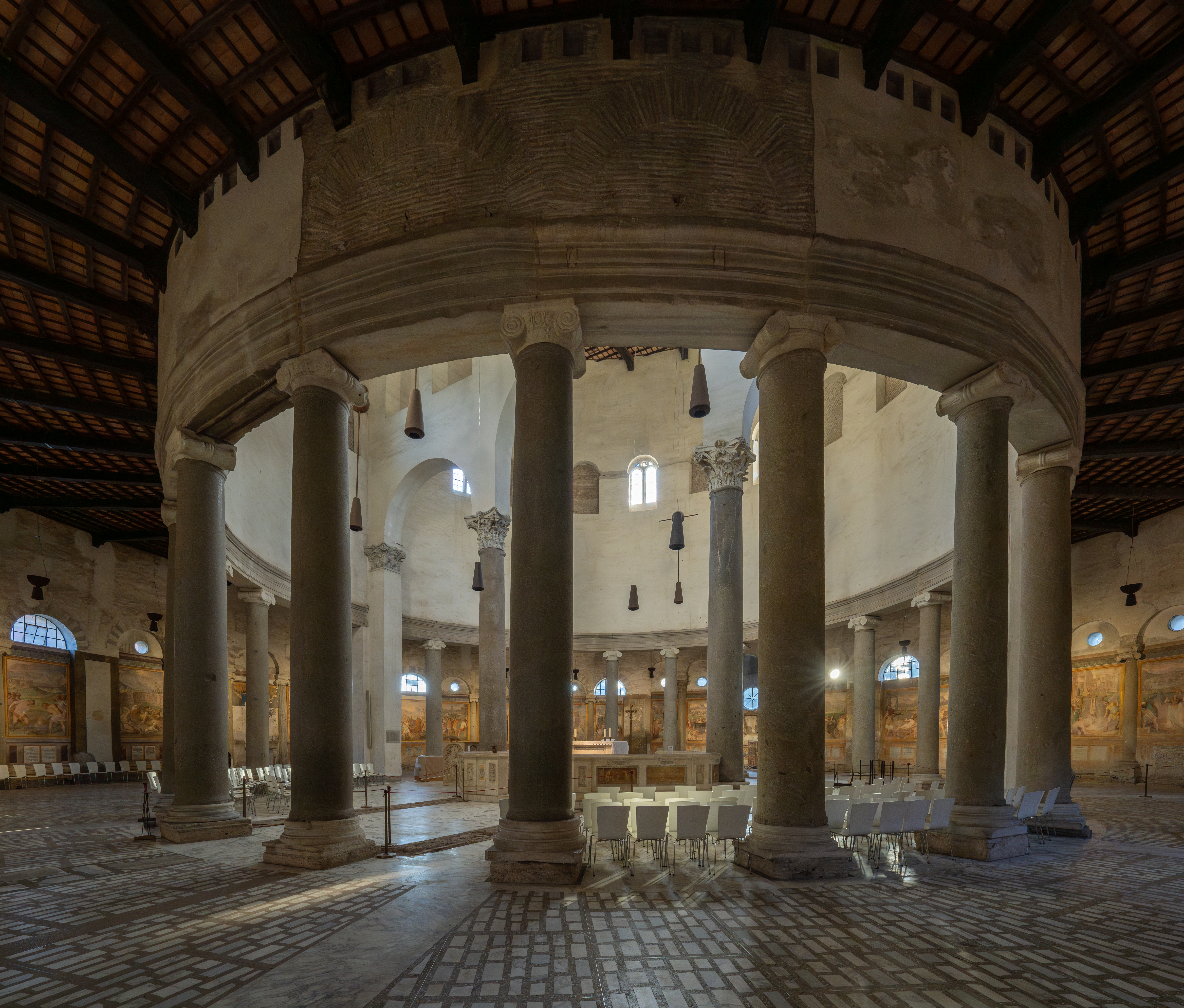
O interior, em grande parte do século V, do martírio de Santo Stefano Rotondo, em Roma

Martírio (em latim: martyrium; em grego: μαρτυριον; romaniz.: martyrion) é uma estrutura construída em "um local que dá testemunho da fé cristã, quer por referência a um acontecimento na vida de Cristo ou por abrigar o túmulo de um mártir. Martírios, principalmente pequenos, eram muito comuns após o triunfo da Igreja no início do século IV, e não tinham um plano padrão arquitetônico, sendo encontrados em uma grande variedade de modelos. Havia muitas vezes um piso afundado, ou parte dele, para trazer os fiéis mais perto dos restos mortais do santo, e uma pequena abertura, fenestella, indo do altar de pedra para o túmulo em si.
Aos poucos, eles se transformaram em igrejas, ou seus anexos. Mais tarde, as igrejas começaram a trazer as relíquias dos santos para a Igreja, em vez de colocar a igreja sobre o túmulo, o primeiro translado de relíquias foi em Antioquia em 354, quando os restos mortais de São Bábilas de Antioquia (que estavam em um sarcófago) foram transferidos para uma nova igreja.
Martírios que permanecem em sua forma quase original incluem os seguintes:
- O núcleo da muito expandida Basílica de São Gereão, em Colônia do século IV
- Um edifício com três absides sobre a Catacumba de Calisto, em Roma
- Santo Estêvão Redondo em Roma, do século V
- Basílica de São Lourenço, Milão, talvez do século IV
- Igreja do Santo Sepulcro, em Jerusalém, o mais importante local cristão, fundada por Constantino
- Igreja de São Simeão Estilita, Síria , século V, agora em ruínas.